# خبز البطاطا
خبز البطاطا هو نوع مميّز من الخبز يصنع من طحين البطاطس أو رقائق البطاطس المجففة أو البطاطس المهروسة إلى جانب دقيق القمح بدلًا من دقيق القمح فقط. يمكن تناوله مع الوجبات الرئيسية أو مع بعض المشروبات كالشاي مثلاً. يحضّر من البطاطا، الدقيق، البيض، الزبدة، السكر، الخميرة والملح.
يمكن إضافة المكسرات أو البصل المقلي إلى خبز البطاطا لإضفاء نكهة ريفية على الطعم.

## في بلدان العالم
يشتهر خبز البطاطا في العديد من دول العالم ومن بينها ألمانيا والمجر وبولندا واسكتلندا وإيرلندا الشمالية والولايات المتحدة الأمريكية وتشيلي، ويعرف بالعديد من الأسماء حول العالم، ففي إيرلندا يطلق عليه خبز تاتي، ويطلق عليه في بعض البلدان سليمز، وفادج، وكعكة البطاطا، وفارلز البطاطا.

### في ألمانيا
يتناول اليهود خبز البرش في يوم السبت وهو نوع من خبز البطاطا يصنع من البطاطس المسلوقة والمهروسة بعد تبريدها مع دقيق القمح والشيلم وبذور الخشخاش والقليل جدًا من السكر، ولا يحتوي على البيض، وقد يحتوي على الزيت في بعض الوصفات وبعضها بدون زيت.
قدم خبز البطاطا خلال الحرب العالمية الاولى للسجناء في المعسكرات الأمانية.

### في إيرلندا الشمالية

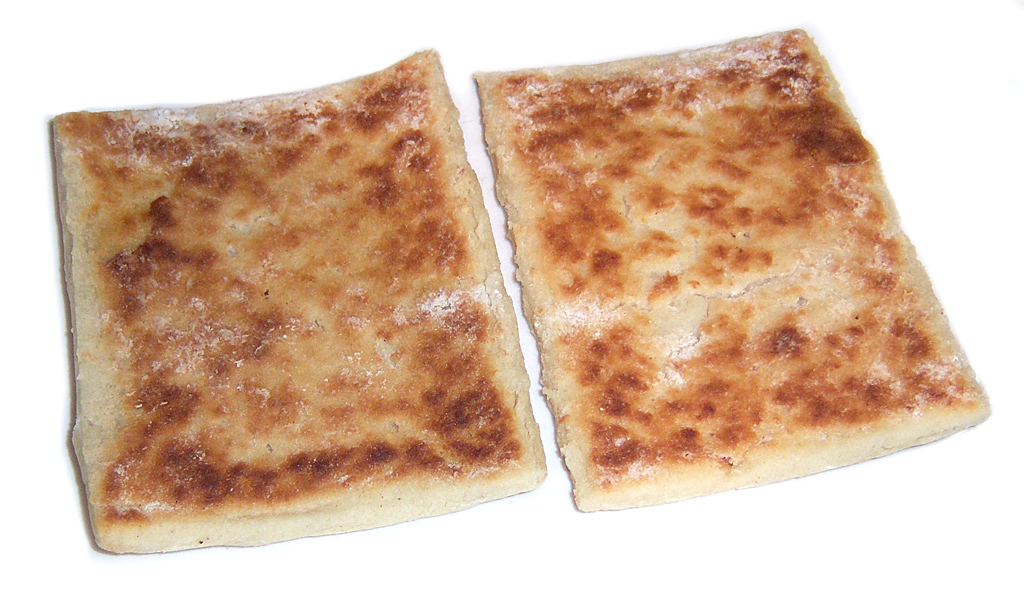
شرائح من كعك البطاطا في مدينة أولستر الأيرلندية

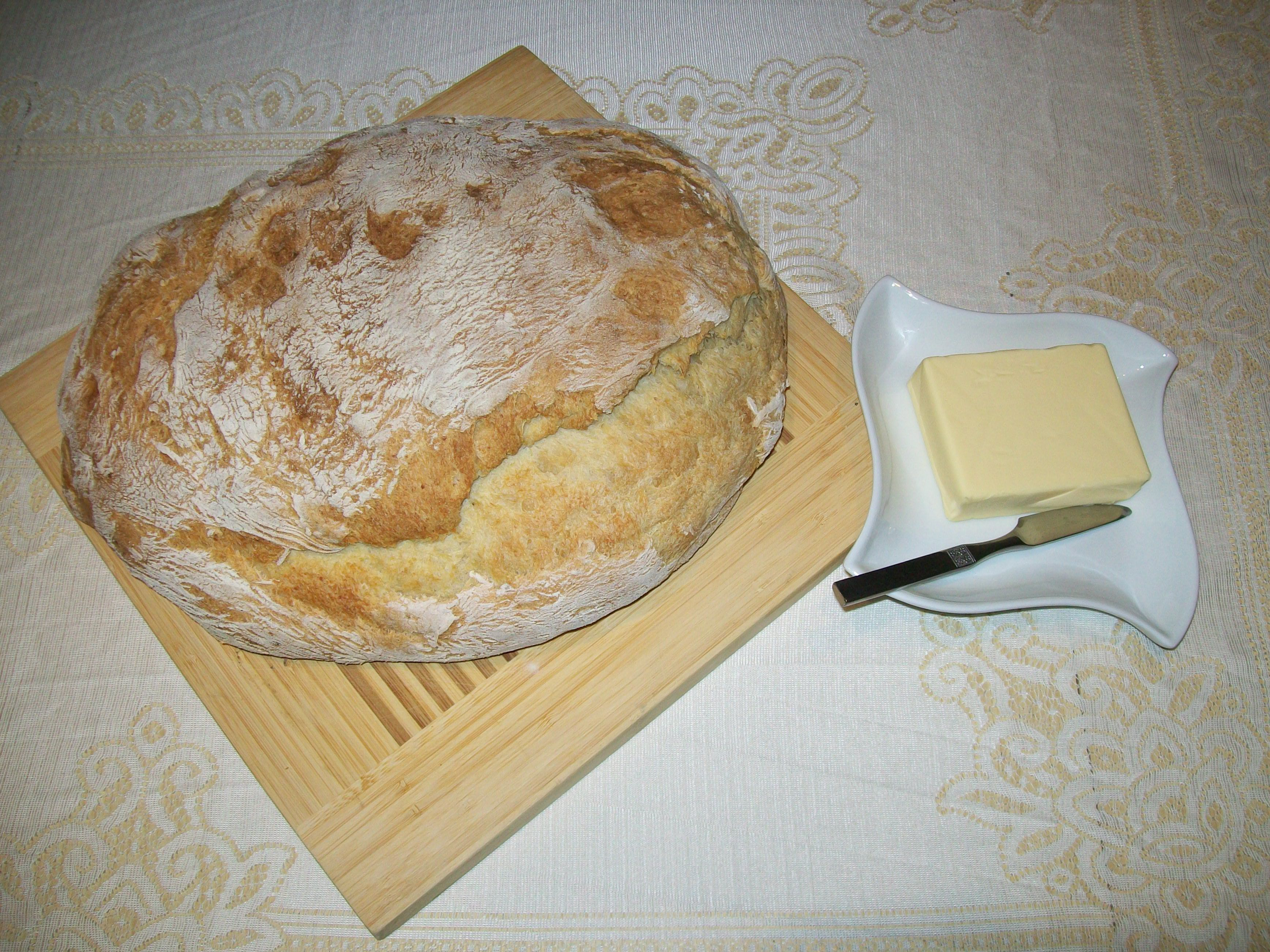
خبز البطاطا المدهون بالزبد

اشتهر كعك باكستا المصنوع من البطاطا في إيرلندا الشمالية مع انتشار الأنواع المختلفة من دقيق البطاطا هناك.
كما يشيع تناول الفادج أو كعك البطاطا بالتفاح في شمال شرق البلاد خلال فصل الخريف، وهو خبز بطاطا ملفوف حول حشوة حلوة من التفاح، تصنع عجينة الخبز بخلط البطاطس المطبوخة مع الزبدة المذابة والملح والدقيق.
ينتشر فارل البطاطا في مدينة أولستر في شمال إيرلندا، وهو خبز طري دائري الشكل يصنع من دقيق البطاطا ويقطع إلى أربعة أجزاء، أو إلى شرائح مربعة رقيقة يتراوح سمك الواحدة منها بين 0.5سم و1سم، ويمكن تناولها مشوية ومدهونة بالزبد أو بالعديد من الإضافات الأخرى، وتقدم عادةً مع فارل الصودا المطهوة بنفس الطريقة.

### في اسكتلندا
تشبه كعكة تاتي الاسكتلندية أو كعكة البطاطس إلى حد كبير فارل البطاطا الأيرلندي وهي كعكة دائرية الشكل يتم تقطيعها إلى أربعة أجزاء.

### في الولايات المتحدة الأمريكية
يتوفر خبز البطاطا تجاريًا في الولايات المتحدة ويشبه إلى حد كبير الخبز الأبيض العادي إلا أنه يكون أكثر سمكًا ويتميز بلونه الاصفر وبنكهة البطاطس الخفيفة. وهناك أيضًا نوع مختلف من خبز البطاطا يعرف بخبز الشيروكي ويصنع باستخدام البطاطا الحلوة.

### في بيرو
قدمت الحكومة في بيرو في عام 2008 الخبز المصنوع من مزيج دقيق البطاطس مع دقيق الخبز العادي في الثكنات العسكرية والسجون والمدارس وروجت له للحد من واردات القمح بعد ارتفاع أسعاره خلال أزمة الغذاء العالمية.

## المعلومات الغذائية
تحتوي قطعة خبز البطاطا (130غ تقريباً) على المعلومات الغذائية التالية:
- السعرات الحرارية: 333 سعرة حرارية
- الدهون: 6 غرام
- الدهون المشبعة: 3 غرام
- الكوليسترول: 80
- الكاربوهيدرات: 59 غرام
- البروتينات: 10 غرام

## طريقة التحضير[9]
- 1. نضع البطاطس في الماء الساخن ونقوم بسلقها .
  2. نحضر الخميرة بإذباتها بقليل من الماء الدافئ مع السكر البني ونحركها حتى تصبح مائعة
  3. نضيف ملعقتان صغيرتان من الطحين ونستمر بالتحريك.
  4. نقشر البطاطس ونضعها في وعاء مناسب ونهرسها مع بعضها.
  5. نقوم بوضع الطحين مع البطاطس المهروسة ونقوم بالعجن، لتصبح متماسكة قدر الإمكان.
  6. نضع ماء سلق البطاطس بمقدار نصف كوب على مزيج الخميرة السابق
  7. نخلطه جيداً ثم نضعه فوق عجينة البطاطس والطحين
  8. نضيف كمية ماء البطاطس الباقية ( كوب أو أقل تقريباً )
  9. نضيف ملعقتين صغيرتين من الملح ثم نعجن جيداً وبقوة
  10. نضيف الزيت ونستمر بالعجن
  11. نضع العجينة في وعاء ونغطيها بالنايلون
  12. نتركها تستريح لمدة 35 دقيقة بدرجة حرارة الغرفة
  13. بعد أن تستريح العجينة نخرجها ونعجنها قليلاً على صينية نرش عليها الطحين
  14. نجعلها بشكل يشبه قالب الكيك
  15. نتركها ترتاح 25 دقيقة أخرى
  16. نسخن الفرن على درجة 240 مئوية (470 F)
  17. ثم نضع العجينة في وعاء مناسب لشكها ونغطيها بغطاء كي لا يحترق الوجه و لضمان استواء الداخل بالبخار
  18. نخبزها في الفرن لمدة 25 دقيقة
  19. بعد ذلك نزيل الغطاء ونستمر بالخبز لمدة 20 دقيقة أخرى لكن على درجة 230 مئوية (440 F)
  20. مع إحمرار الوجه تصبح جاهزة للأكل بعد أن تبرد قليلاًَ .

## وصلات خارجية
وصفة خبز البطاطا مع معلوماتها الغذائية